# Балка Горькая
Ба́лка Го́рькая — ботанический памятник природы общегосударственного значения. Находится в Амвросиевском районе Донецкой области (Украина). Статус памятника природы присвоен распоряжением Совета Министров УССР от 14 октября 1975 года № 780-р. На территории заказника охраняются заросли эремуруса замечательного, который занесён в Красную книгу Украины.
Это основной участок произрастания эремуруса замечательного. Статус памятника природы присвоен для охраны законом эремуруса замечательного. Популяция эремуса в удовлетворительном состоянии.
До 1968 года считалось, что эремурус замечательный произрастает только в балке Белый Яр, его там обнаружил ботаник В.И. Талиев в конце XIX века. В 1968 году был найден ещё один участок, где произрастает эремус замечательный — балка Горькая. Его обнаружили специалисты Донецкого ботанического сада. Эремурус замечательный на Украине, кроме Донбасса, произрастает только в Крыму.